# 1991 na rádio
Nesta página encontrará referências aos acontecimentos directamente relacionados com a rádio ocorridos durante o ano de 1991.

## Nascimentos
| Data | Nome | Profissão | Nacionalidade | Observações | Ref |
| ---- | ---- | --------- | ------------- | ----------- | --- |

## Mortes
| Data        | Nome           | Profissão | Nacionalidade                         | Observações                                                                                            | Ref |
| ----------- | -------------- | --------- | ------------------------------------- | --- | --- |
| 14 de junho | Peggy Ashcroft | atriz     | Reino Unido da Grã-Bretanha e Irlanda | n. 1907 Óscar de melhor atriz secundária 1985 Globo de Ouro de melhor atriz coadjuvante em cinema 1985 |     |